# 코디 롱고
코디 롱고(Cody Longo, 1988년 3월 4일 ~ 2023년 2월 8일)는 미국의 배우이자 가수다.